# Equitable Life Building (Los Angeles)
Equitable Life Building, visto da 6ª avenida
O Equitable Life Building é um arranha-céu de 138 metros localizado na cidade de Los Angeles, na Califórnia, Estados Unidos. O edifício, completado em 1969, tem 34 andares e é o 26º mais alto de Los Angeles. Foi projetado originalmente pela Welton Becket & Associados.